# معهد سان سيباستيان في يومبل (مدرسة تشيلية)
معهد سان سيباستيان في يومبل (باللغة الإسبانية: Instituto San Sebastián de Yumbel)، هي مدرسة كاثوليكية تشيلية ، في مدينة يومبل. تأسست في 6 أكتوبر 1979 ، مما يجعلها واحدة من أقدم المؤسسات في إقليم بيو بيو.

## التاريخ
أسس المعهد رئيس الأساقفة خوسيه هيبوليتو سالاس، بموافقة شخصية من بيوس التاسع. وكان يعرف في البداية باسم سان سيباستيان في يومبل الذي ظهر في السجلات العامة حتى عام 1905.
تأسست المدرسة على أساس الصلاة الكاثوليكية والمناقشة اللاهوتية، والتي لا تزال مهمة للممارسات والاحتفالات المدرسية.
خضعت المدرسة لتجديد واسع النطاق في أواخر عام 2007 ، بما في ذلك جناح جديد، والفصول الدراسية، والمراحيض، والاستحمام، ومختبر الكمبيوتر. كانت التجديدات، التي تديرها المؤسسة التعليمية كريستو ري، نجاحًا كبيرًا.

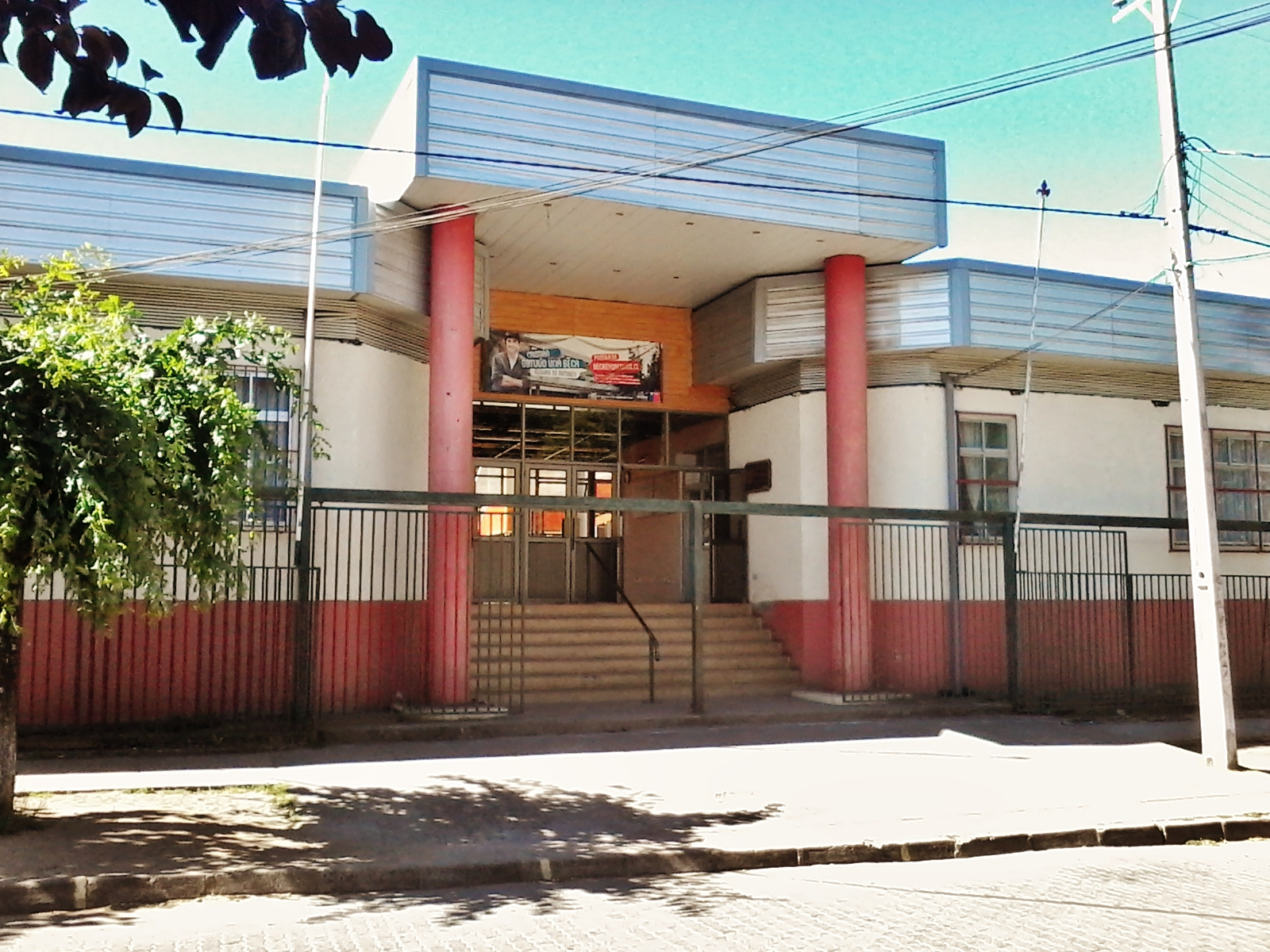
مرافق معهد سان سيباستيان في يومبل ، المقابلة للمدرسة الثانوية ، أمام الساحة الرئيسية في يومبل.

## النشيد المؤسسي
| كلمات الاسبانية الأصلية | الترجمة العربية الحرفية |
| --- | --- |
| Nuestro canto es un eco de victoria !cantemos con ardor¡ los siglos han forjado nuestra historia y es Chile nuestro honor. Compartamos con todos la alegría que da nuestro Patrono Sebastián mañana serviremos noche y día si hoy queremos estudiar. Nuestra patria hoy de los niños reclama le brindemos honor de amistad se encienda en todos la llama salva al mundo el amor. Hollando el bajo suelo sigamos peregrinos de la vida a todos muestra el Instituto al Cielo y a ser hermanos de todos convida | أغنيتنا هي صدى النصر دعونا نغني بالنار! لقد صاغت القرون تاريخنا وشيلي شرف لنا. شارك مع الجميع الفرح وهذا يعطي لدينا راعي سيباستيان غدا سوف نخدم ليلا ونهارا إذا اليوم نريد أن ندرس وطننا اليوم من الأطفال يشكو نحن نكرمك الصداقة تتحول في كل اللهب إنقاذ العالم الحب. يختبئ الأرض المنخفضة اتبع حجاج الحياة الجميع يظهر المعهد إلى الجنة ولكي نكون إخوة لجميع الدعوات. |